# Adam Helms
Adam Helms, född 30 januari 1904, död 2 september 1980, var en svensk förläggare och grundare av bokförlaget Forum.

## Biografi
Helms föddes i Danmark 1904 och arbetade inom bokhandeln. Han gifte sig med svenskan Greta Nilsson 1939 och flyttade till Stockholm där han tillsammans med Greta fick anställning på Bonniers bokaffär för importerade böcker. Paret hjälpte till att revolutionera det svenska bokklubbssystemet genom Bokklubben Svalan under början på 1940-talet. 1944 skapade Bonnierkoncernen förlaget Forum som Helms skulle leda. Förlaget skulle främst ge ut nyeditioner av klassiker, men Helms köpte också in ny litteratur. Det första förvärvet, Klockan klämtar för dig av Ernest Hemingway var en stor succé. I januari 1949 övertog Helms rättigheterna för den norska äventyraren Thor Heyerdahls bok om Kon-Tikiexpeditionen som Bonniers hade köpt i juli 1948. Boken publicerades fredagen den 12 augusti 1949 och blev en enorm framgång; 100 000 exemplar såldes på ett år i Sverige, mycket tack vare Helms moderna marknadsföring.
1971 slutade Helms på Forum och startade förlaget Trevi tillsammans med Solveig Nellinge. Trevi gav huvudsakligen ut kvinnliga författare så som Karen Blixen, Marie Cardinal, Margaret Drabble, Gisèle Halimi, Doris Lessing, Anaïs Nin, Edna O'Brien och Sylvia Plath. Bonniers köpte Trevi 1991 och det införlivades med Forum 1997.
Helms var en pionjär inom internationell samproduktion mellan förlag. Det första största samarbetet kom genom Thor Heyerdahls American Indians in the Pacific (1952) och följdes av den finlandssvenska konstnären Björn Landströms bok Skeppet (1961). Landströms bok blev en stor framgång som utkom i 13 internationella utgåvor under det första decenniet.
Vid Helms död lämnade han efter sig en omfattande samling böcker om  bokmarknad, bokförlag och bokhandel till Svenska Förläggareföreningen, vilken 1987 deponerades hos Stockholms Universitetsbibliotek. År 1987 deponerades denna samling hos Stockholms universitetsbibliotek. Svenska Förläggareföreningen donerade den till Uppsala universitetsbibliotek år 2019, där den finns idag.
- Boklig skandinavism: några anteckningar (Bokvännernas julbok, 1948)
- Kollektiv reklam: föredrag vid "Vadstenamötet", Svenska bokhandlareföreningens studiedagar den 22-25 maj 1952, (Forum, 1952)
- Bokhandeliana: en julhälsning 1953 från Greta och Adam Helms, (Forum, 1953)
- (red) Värdelöst vetande, (Forum, 1960)
- Amerika på avstånd: några intryck, (Svensk bokhandel, 1963)
- En förläggare fattar pennan, (Forum, 1969)
- Världens största klubb: bokklubbarna, (Trevi, 1975)

## Externa sidor
- Adam Helms bokbranschhistoriska samling på Uppsala universitetsbibliotek
- Adam Helms bokbranschhistoriska samling, samlingspost i LIBRIS för Adam Helms efterlämnade boksamling